# Macrozamia crassifolia
Macrozamia crassifolia — вид голонасінних рослин класу саговникоподібні (Cycadopsida).
Етимологія: лат. crassus — «товстий», і лат. folius — «лист», посилаючись на товсту текстуру листових фрагментів.

## Опис
Рослини без наземного стовбура, стовбур 10–20 см діаметром. Листя 1–5 в короні, від яскраво-зеленого до темно-зеленого кольору, глянсове, завдовжки 50–110 см, з 104—172 листових фрагментів; хребет сильно спірально закручений, прямий, жорсткий; черешок 5–26 см в завдовжки, прямий, без шипів. Листові фрагменти прості; середні — завдовжки 150—550 мм, шириною 2–3,5 мм. Пилкові шишки веретеновиді, 10–16 см завдовжки, 3–4,5 см діаметром. Насіннєві шишки яйцюваті, завдовжки 11–15 см, 6–8 см діаметром. Насіння яйцеподібні, 19–26 мм завдовжки, 18–22 мм завширшки; саркотеста червона.

## Поширення, екологія
Країни поширення: Австралія (Квінсленд). Знайдено на 340—420 м над рівнем моря. Цей вид зростає серед гранітних валунів на скелястих схилах з відкритим евкаліптовим лісом, який має рідкісний підлісок.

## Загрози та охорона
Всі рослини знаходяться на приватній землі на двох обмежених ділянках. Причини зниження не відомі.